# Tadeusz Siwek
Tadeusz Siwek est un ancien joueur et entraîneur polonais de volley-ball né le 9 octobre 1935 à Chorzów (voïvodie de Silésie) en décédé en mai 1997 à Katowice (voïvodie de Silésie). Il totalise 243 sélections en équipe de Pologne.

## Clubs
| Club         | De        | À         |
| ------------ | --------- | --------- |
| GKS Katowice | 1952-1953 | 1967-1968 |

## Palmarès
- Coupe du monde
  - Finaliste : 1965
- Championnat de Pologne
  - Finaliste : 1960, 1961
- Coupe de Pologne (1)
  - Vainqueur : 1960